# Xã Armstrong Grove, Quận Emmet, Iowa
Xã Armstrong Grove (tiếng Anh: Armstrong Grove Township) là một xã thuộc quận Emmet, tiểu bang Iowa, Hoa Kỳ. Năm 2010, dân số của xã này là 1.120 người.